# Al Mado

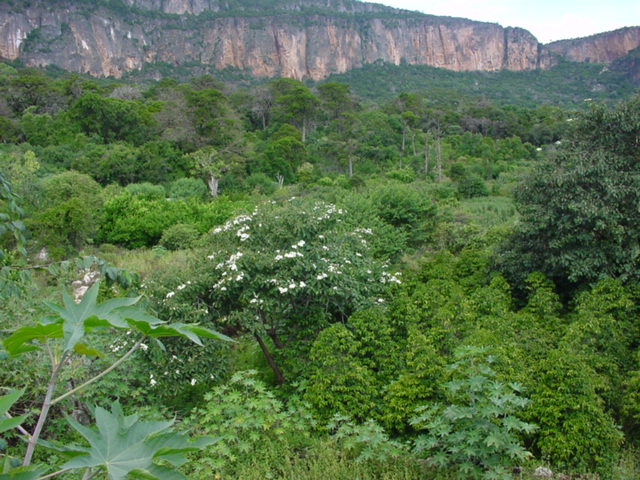
Wald im Al-Mado-Gebiet

Al Mado (auch: Al Medu, Somali Cal Madow) ist ein Gebirgszug in der Region Sanaag im Norden Somalias, der sich von Erigabo bis südwestlich von Boosaaso erstreckt. Al Mado ist eines der wenigen bewaldeten Gebiete in Somalia und gilt als ökologisch wertvoll. Es gehört auch zu den Gebieten in der Region, in denen Erdölreserven vermutet werden. Es wird sowohl von Somaliland, als auch von Puntland beansprucht.